# Aşağıhacıbekir, Bala
Aşağıhacıbekir là một xã thuộc huyện Bala, tỉnh Ankara, Thổ Nhĩ Kỳ. Dân số thời điểm năm 2011 là 180 người.